# ميخائيل راسموسن
ميخائيل راسموسن هو لاعب هوكي الجليد كندي، ولد في 17 أبريل 1999 في سوري في كندا.

## وصلات خارجية
- ميخائيل راسموسن على موقع دوري الهوكي الوطني (الإنجليزية)
- ميخائيل راسموسن على موقع EliteProspects.com (الإنجليزية)
- ميخائيل راسموسن على موقع Eurohockey.com (الإنجليزية)
- ميخائيل راسموسن على موقع HockeyDB.com (الإنجليزية)
- ميخائيل راسموسن على موقع Hockey-Reference.com (الإنجليزية)